# Gruppo della nadorite
Il gruppo della nadorite è un gruppo di minerali. I minerali di questo gruppo sono isostrutturali: nella nadorite sostituendo due atomi di antimonio Sb3+ con due atomi di bismuto Bi3+ si ottiene la perite, mentre sostituendoli con un atomo di piombo Pb2+ e un atomo di tellurio Te4+ si ottiene la telluroperite.

## Minerali del gruppo della nadorite
- Nadorite
- Perite
- Telluroperite